# Hydroglyphus regimbarti
Hydroglyphus regimbarti är en skalbaggsart som först beskrevs av Gschwendtner 1936.  Hydroglyphus regimbarti ingår i släktet Hydroglyphus och familjen dykare. Inga underarter finns listade i Catalogue of Life.